# 亞利桑納州國民警衛隊
亚利桑那国民警卫队（英語：Arizona National Guard）是美国亚利桑那州的国民警卫队。它由亚利桑那陆军国民警卫队和亚利桑那空军国民警卫队组成。
这两个组成部分都是亚利桑那州紧急事务和军事事务部的一部分。应急和军事事务部（DEMA）由陆军和空军国民警卫队、应急管理司和联合计划司组成。直到 2021 年，该部门由Mick McGuire少将领导。 该部门目前由 Kerry L. Muehlenbeck 少将领导。 
美国宪法明确规定美国国民警卫队具有联邦和州双重使命。这些任务的范围从非紧急情况下的有限行动到地方执法官员无法再维持民事控制时的全面戒严执法。国民警卫队可应美国总统或美国国会的号召而被召入联邦服役。 

## 使命
当国民警卫队被召集到联邦服役时，总统担任总司令。分配给国民警卫队的联邦任务是“提供训练有素、装备精良的部队，以便在战争、国家紧急情况或其他需要时迅速动员。” 
州长可以在紧急情况下召集亚利桑那州国民警卫队的个人或单位进入国家服务，或在特殊情况下协助他们使用国民警卫队。分配给国民警卫队的州任务是“为国内紧急情况或州法律另有规定提供训练有素和纪律严明的部队”。
州国防军 (SDF) 是受联邦法规和行政命令授权的军事实体。自卫队是一个州的授权民兵，在国民警卫队动员时承担州的国民警卫队任务。自卫队由退役的现役和预备役军人以及自愿贡献时间和才能为国家进一步服务的专业人士组成。目前，亚利桑那州没有现役的州国防军，但州法律允许在必要时组建一支。